# Білє (річка)
Білє (нім. Bille) — річка в Німеччині. Є притокою Ельби на півночі Німеччини. Вона бере початок на північ від Ганхайде біля Триттау на південному сході землі Шлезвіг-Гольштейн і впадає в Нижню Ельбу в Гамбурзі. Білє має довжину течії 65 кілометрів, з яких 42 кілометри знаходяться в Шлезвіг-Гольштейні, решта в районі міста Гамбург. Площа водозбірного басейну Білє складає 506,4 км².